# Шварценберг (Люцерн)
Шварценберг (нім. Schwarzenberg LU) — громада  в Швейцарії в кантоні Люцерн, виборчий округ Люцерн-Ланд.

## Географія
Громада розташована на відстані близько 60 км на схід від Берна, 11 км на захід від Люцерна.
Шварценберг має площу 39,3 км², з яких на 3% дозволяється будівництво (житлове та будівництво доріг), 36,4% використовуються в сільськогосподарських цілях, 54,5% зайнято лісами, 6% не є продуктивними (річки, льодовики або гори).

## Демографія
2019 року в громаді мешкало 1726 осіб (+6% порівняно з 2010 роком), іноземців було 7,3%. Густота населення становила 44 осіб/км².
За віковим діапазоном населення розподілялося таким чином: 22,4% — особи молодші 20 років, 60,5% — особи у віці 20—64 років, 17,1% — особи у віці 65 років та старші. Було 695 помешкань (у середньому 2,5 особи в помешканні).
Із загальної кількості 468 працюючих 139 було зайнятих в первинному секторі, 95 — в обробній промисловості, 234 — в галузі послуг.